# Mtonia glandulifera
Mtonia es un género monotípico de plantas con flores perteneciente a familia Asteraceae, el género incluye solamente una especie, Mtonia glandulifera. Es originaria de Tanzania, donde se distribuye por la Región de Dodoma.

## Descripción
Es una hierba anual, que alcanza un tamaño de 30-60 cm de altura, los tallos pilosos y largos, glandular y pegajosos. Hojas sésiles, oblongas, lanceoladas o ligeramente panduriformes, 0.5-4.5 cm de largo, 0.2-1 cm de ancho, base semi-amplexicaules y auriculadas a veces, a veces reducidas por encima de la misma base, los márgenes, a veces distalmente dentados, el ápice obtuso y mucronado. Capítulos de 3-4 mm de largo, en cimas densas organizados en pequeños corimbos. Los floretes exteriores amarillos en 1-2 series; las florecillas interiores, muchas, tubulares, 0.7-1.2 mm de largo, glandular (todos los floretes pegados entre sí). Aquenios aplanado elipsoide, de 0.6-0.8 mm de largo, piloso o pubescente, glandular; vilano un anillo minuciosamente dentado o casi liso.

## Taxonomía
Mtonia glandulifera fue descrita por Henk Jaap Beentje y publicado en Kew Bulletin 54: 97. 1999.